# Opuntia cognata
Opuntia cognata ist eine Pflanzenart in der Gattung der Opuntien (Opuntia) aus der Familie der Kakteengewächse (Cactaceae). Das Artepitheton cognata stammt aus dem Lateinischen, bedeutet ‚verwandt‘ und verweist auf die Ähnlichkeit mit anderen Arten.

## Beschreibung
Opuntia cognata wächst strauchig und ist halbkriechend bis etwas aufsteigend. Die dünnen Triebabschnitte sind 7 bis 15 Zentimeter lang und 3 bis 7 Zentimeter breit. Die Areolen sind rot umrandet, die Glochiden sind rötlich braun. Die ein bis drei geraden, pfriemlichen, abstehenden Dornen sind bräunlich und erreichen eine Länge von 2 bis 5 Zentimeter. 
Die orangegelben Blüten weisen eine Länge von bis zu 5 Zentimeter auf. Die roten Früchte sind kugelförmig.

## Verbreitung und Systematik
Opuntia cognata ist in Paraguay Departamento Alto Paraguay im Distrikt Puerto Casado verbreitet.
Die Erstbeschreibung als Platyopuntia cognata wurde 1979 von Friedrich Ritter veröffentlicht. Pierre Josef Braun und Eddie Esteves Pereira stellten die Art 1995 in die Gattung Opuntia.

## Nachweise